# ماتيوز سيبيرت
ماتيوز سيبيرت (بالبولندية: Mateusz Siebert)‏ (4 أبريل 1989 ببوزنان في بولندا - ) هو لاعب كرة قدم بولندي في مركز الدفاع. شارك مع منتخب بولندا تحت 19 سنة لكرة القدم ومنتخب بولندا تحت 21 سنة لكرة القدم. أما مع النوادي، فقد لعب مع أركا غدينيا ونادي ميتز وUS Rumelange ‏.

## روابط خارجية
- ماتيوز سيبيرت على موقع قاعدة بيانات كرة القدم.إي يو (الإنجليزية)
- ماتيوز سيبيرت على موقع Soccerway.com (الإنجليزية)
- ماتيوز سيبيرت على موقع عالم كرة القدم.نت (الإنجليزية)